# El Llano (Panama)
El Llano è un comune (corregimiento) della Repubblica di Panama situato nel distretto di Chepo, provincia di Panama. Si estende su una superficie di 472,9 km² e conta una popolazione di 2.819 abitanti (censimento 2010).